# Östgöta trängkår
Östgöta trängkår (T 6) var ett trängförband inom svenska armén som verkade i olika former åren 1902–1927. Förbandsledningen var förlagd i Linköpings garnison i Linköping.

## Historia

### Bildandet
Förbandet påbörjades att uppsättes 1902, som Andra Göta trängkår, i Landskrona av Wendes trängkår. Befälet över kåren fördes av chefen för Wendes trängkår (senare Skånska trängkåren), fram till 1907 då Östgöta trängkår fick egen chef. År 1904 antog kåren namnet Östgöta trängkår, detta i samband med ett beslut om att kåren skulle förläggas till Östergötland. Dock så rådde det en osäkerhet till vilken stad i Östergötland som trängkåren skulle förläggas till. Inledningsvis talade mycket för att kåren skulle komma att förläggas till Mjölby, vilket var ett samhälle som utgjorde en betydande järnvägsknut i östra Sverige. Vidare fanns det i Mjölby ett trängförråd, där de nuvarande lokstallarna är belägna. År 1901 började ett större projekt med inlösen av mark öster om järnvägen. I samband med att Första livgrenadjärregementet och Andra livgrenadjärregementet började planera för att flytta in till Linköping, så väcktes samtidigt ett förslag om att förlägga Östgöta trängkår till Linköping. I väntan på kasernerna i Linköping skulle färdigställas, förlades kåren åren 1907–1911 i Smålands husarregementes gamla förläggning på Ränneslätt utanför Eksjö. När kasernerna var klara förlades kåren den 19 december 1911 som första militära förband i Linköpings garnison.

### Rang- och ordningsnummer
Den rangordning som hade fastställts i 1634 års regeringsform började halta och skapa luckor efter freden i Fredrikshamn den 17 september 1809, då Finland tillföll Ryssland och de svenska regementen i Finland upplöstes. Därmed fanns det ett behov med att skapa ett nytt system. Under kronprins Karl Johans tid infördes 1816 ett nytt numreringssystem, där de svenska regementena genom en generalorder den 26 mars 1816 tillfördes ett officiellt ordningsnummer. Till grund för numreringen låg inte bara ett regementes status, utan också de svenska landskapens inbördes ordning, samt att Svealand, Götaland och Norrland skulle varvas. De lägsta ordningsnumren tilldelades "liv- och hus- trupperna". Dessa nummer hade dock ingenting med rangordningen att göra, vilket bland annat framgår av gamla förteckningar där infanteri- och kavalleriförband är blandade just med hänsyn till rang och värdighet. När Östgöta trängkår bildades 1902 tilldelades kåren ordningsnumret № 6.
I samband med 1914 års härordning justerades 1914 samtliga ordningsnummer inom armén. För till exempel Östgöta trängkår innebar det att regementet blev tilldelad beteckningen T 6. Justeringen av beteckningen gjordes för att särskilja regementen och kårer mellan truppslagen. Det med bakgrund till att namn och nummer som till exempel № 3 Livregementets grenadjärkår och № 3 Livregementets husarkår kunde förefalla egendomliga för den som inte kände till att förbanden ifråga tillhörde skilda truppslag.

### 1925 års försvarsbeslut
I samband med försvarsbeslutet 1925 avsågs det att två trängkårer skulle avvecklas. De kårer det gällde var Västmanlands trängkår (T 5) och Östgöta trängkår (T 6). Dock var Östgöta trängkår inte en helt given nedläggningskandidat, då man ansågs ha en bättre förläggning jämfört med vad Svea trängkår hade. Avgörandet blev att den äldsta kåren skulle bli kvar, vilket var Svea trängkår. Som en kompromiss i frågan beslutades att Svea trängkår skulle omlokaliseras från Örebro garnison till Linköpings garnison och överta Östgöta trängkårs kaserner. Sistnämnda kår avvecklades den 31 december 1927. Hösten 1927 påbörjades omlokaliseringen av Svea trängkår och den 1 juni 1928 halades den tretungade fanan för sista gången på Västra Mark i Örebro. Vid flytten följde endast fyra officerare med. Flertalet av de anställda vid Östgöta trängkår blev däremot kvar på motsvarande befattningar vid Svea trängkår.

## Förläggningar och övningsplatser
När förbandet bildades förlades det i samma kaserner som Wendes trängkår vid Slottsgatan i Landskrona. Den 21 augusti 1907 omlokaliserades förbandet till Ränneslätt, där man övertog den förläggning som Smålands husarregemente efterlämnat sig inför deras flytt till Eksjö. Flytten till Ränneslätt var dock endast provisoriskt, då förbandet omlokaliserades den 19 december 1911 till Kaserngatan i Linköping, där ett helt nytt kasernområde hade uppförts. Från den 1 januari 1928 övertogs kasernområdet av Svea trängkår. Kasernområdet lämnades helt den 1 juli 1985, då Svea trängkår samlokaliserades med övriga förband vid Regementsgatan i Linköping.

## Heraldik och traditioner
Efter att Östgöta trängkår avvecklades, kom dess traditionsansvar att förvaltas av Svea trängkår fram till den 20 december 1997. Från 1 juli 2000 för Trängregementet (TrängR) minnet vidare av Östgöta trängkår.

## Förbandschefer
- 1902–1907: Ivar Adolf Virgin
- 1907–1917: Karl August Olsson Sterner
- 1917–1919: Knut Oscar Laurentius Palm
- 1919–1927: Sven Axel Engdahl

## Namn, beteckning och förläggningsort
| Kungl. Andra Göta trängkår | 1902-10-01 | – | 1904-12-07 |
| Kungl. Östgöta trängkår    | 1904-12-08 | – | 1927-12-31 |

| № 6 | 1902-10-01 | – | 1914-09-30 |
| T 6 | 1914-10-01 | – | 1927-12-31 |

| Landskrona garnison (F) | 1902-10-01 | – | 1907-08-20 |
| Ränneslätt (F)          | 1907-08-21 | – | 1911-12-19 |
| Linköpings garnison (F) | 1911-12-20 | – | 1927-12-31 |

## Galleri

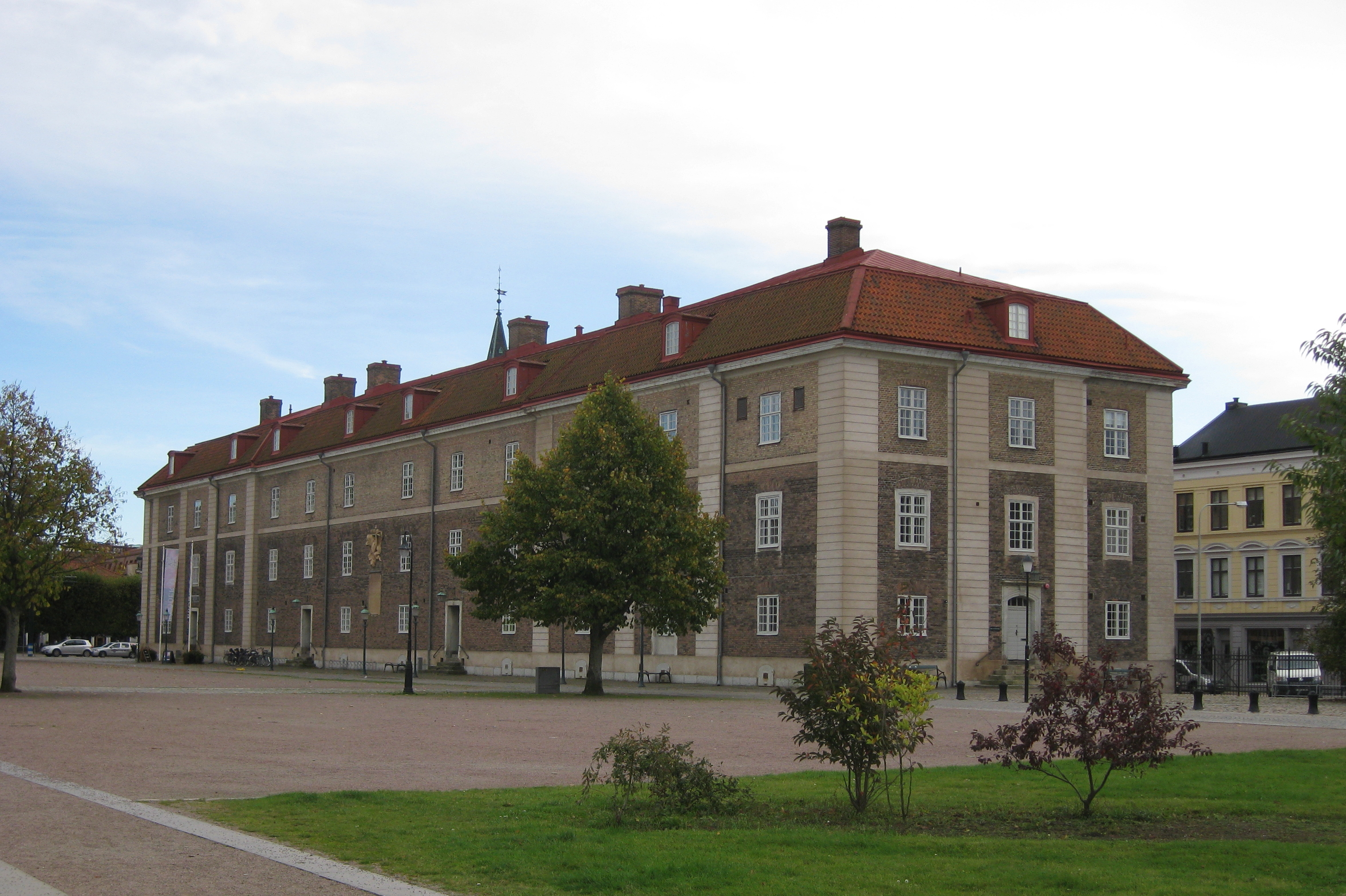
Adolf Fredriks kasern, även kallad Trängbataljonens kasern, i Landskrona.
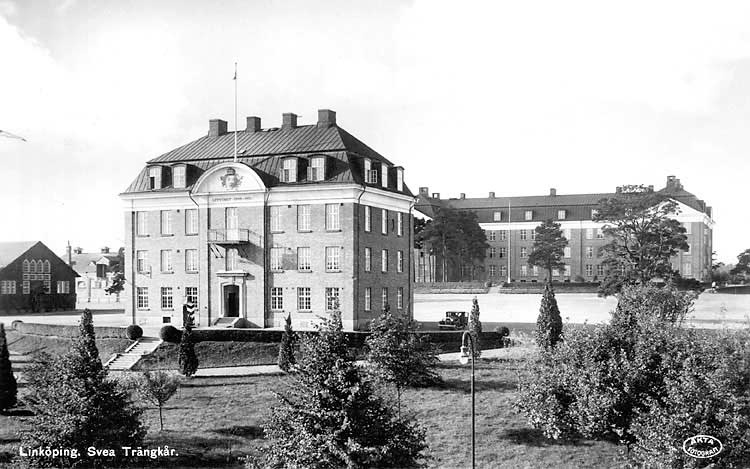
Kanslihuset vid Östgöta trängkår och senare Svea trängkår.
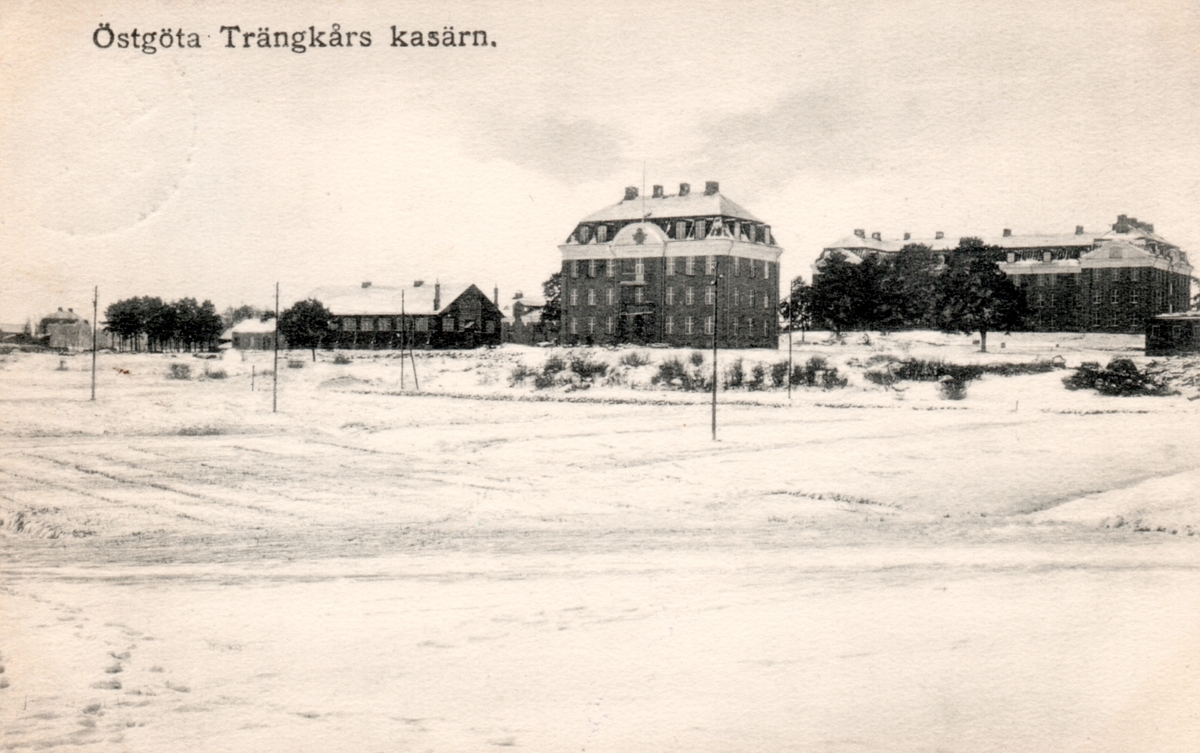
Östgöta trängkårs kasern, sedd mot sydväst med kanslihuset närmast.
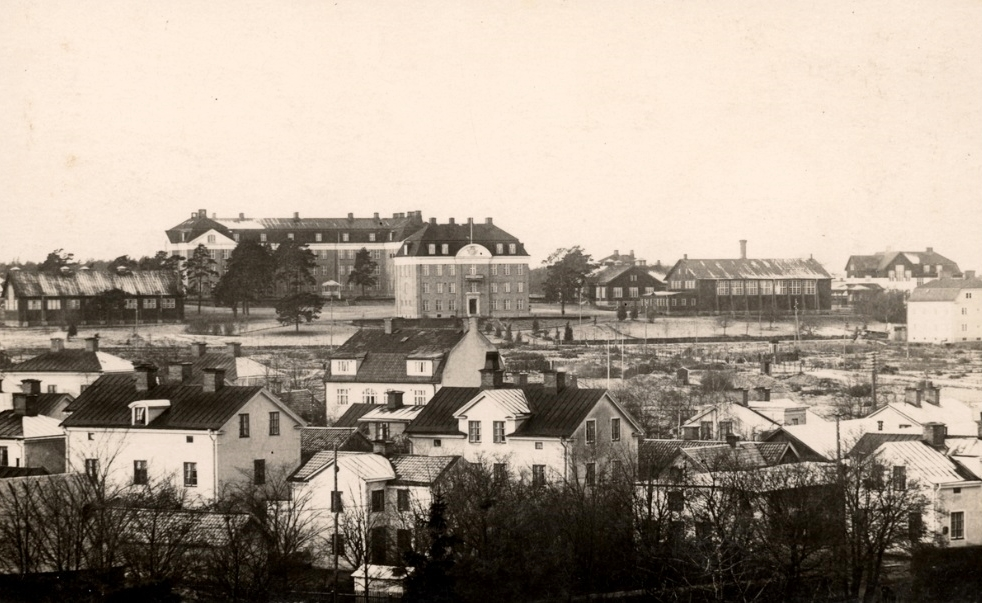
Östgöta trängkår, längs Kaserngatan, mitt i bild. Bostadsbebyggelse, närmast i bild, söder om Tränggatan
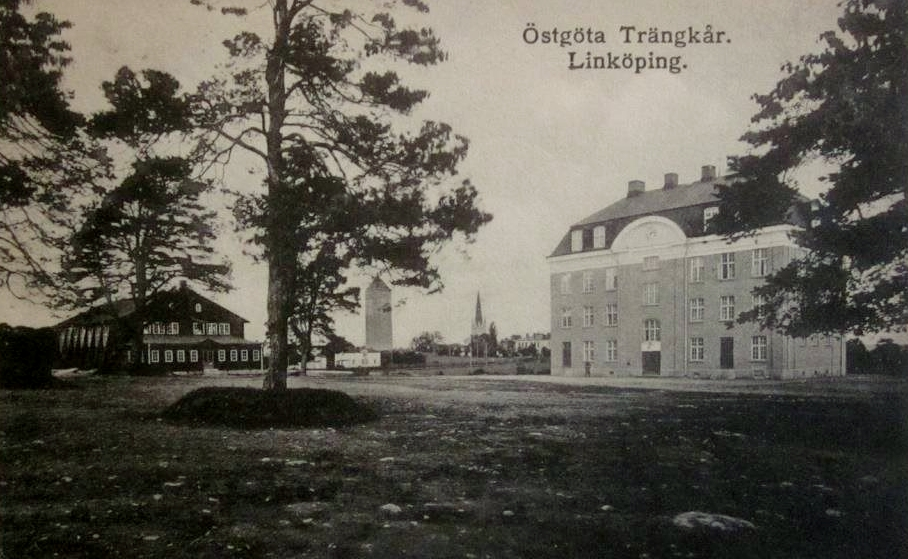
Kårens kaserner vid Kaserngatan i Linköping.
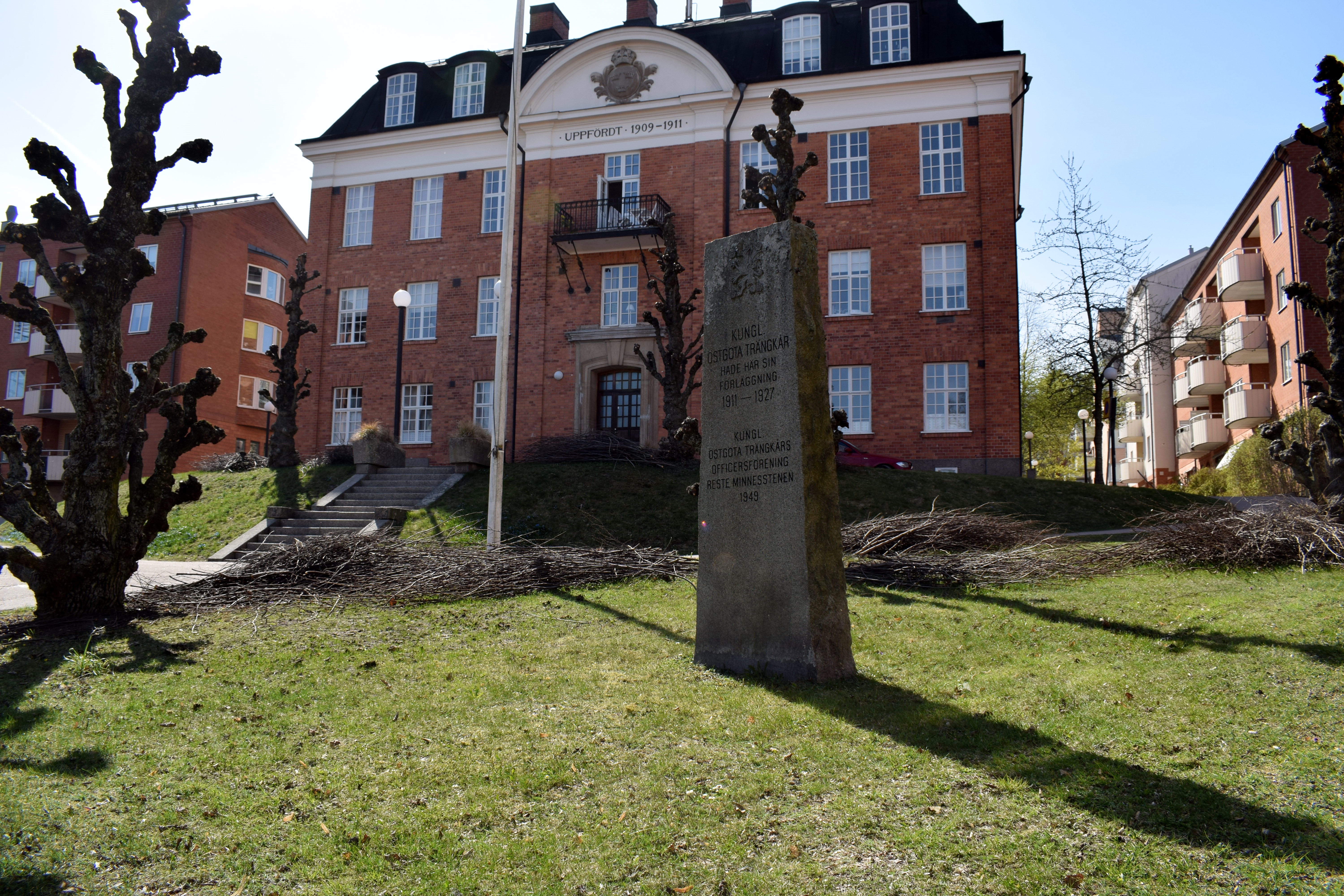
Kårens före detta kanslihus i Linköping.
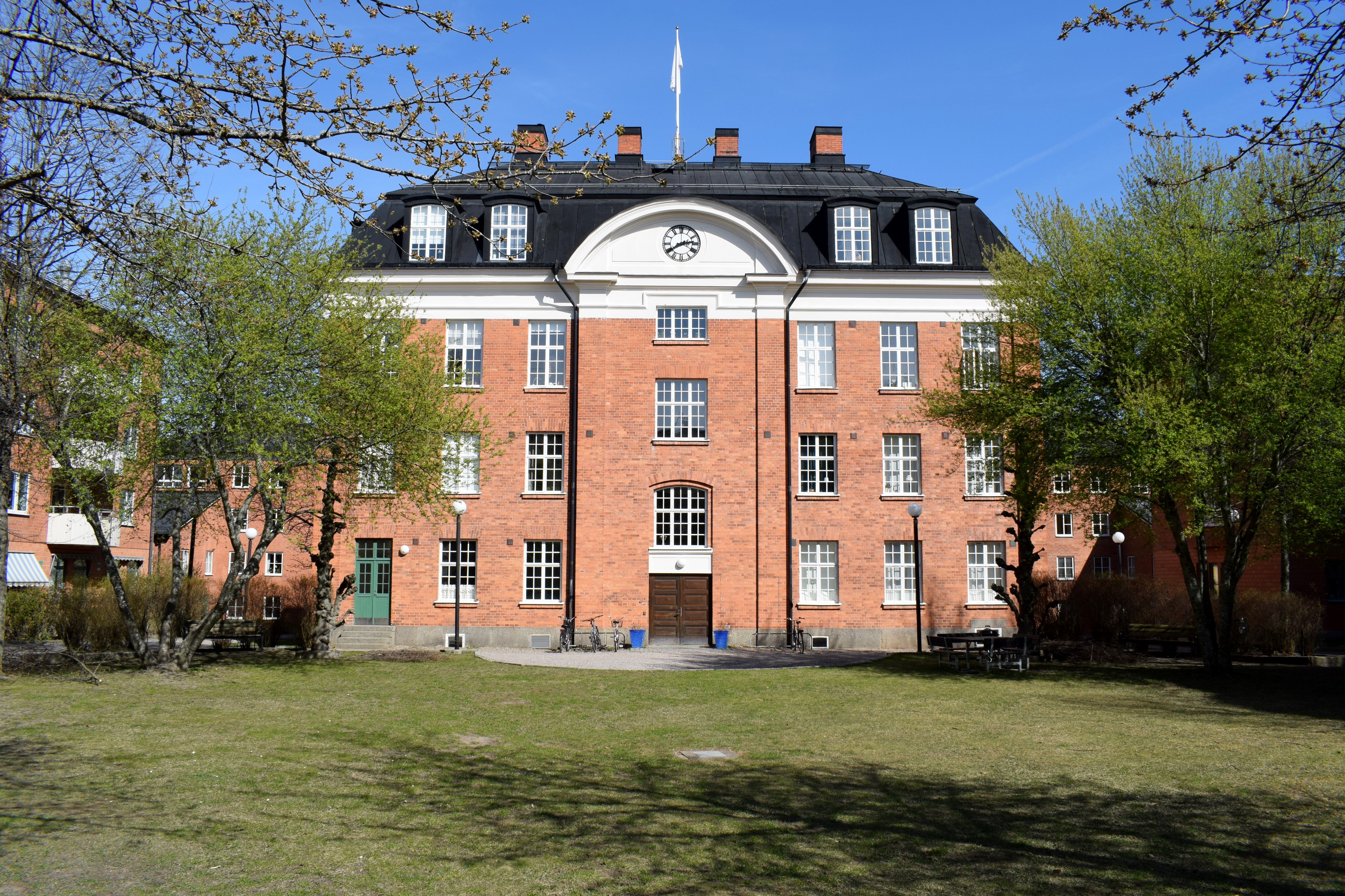
Kårens före detta kanslihus i Linköping.
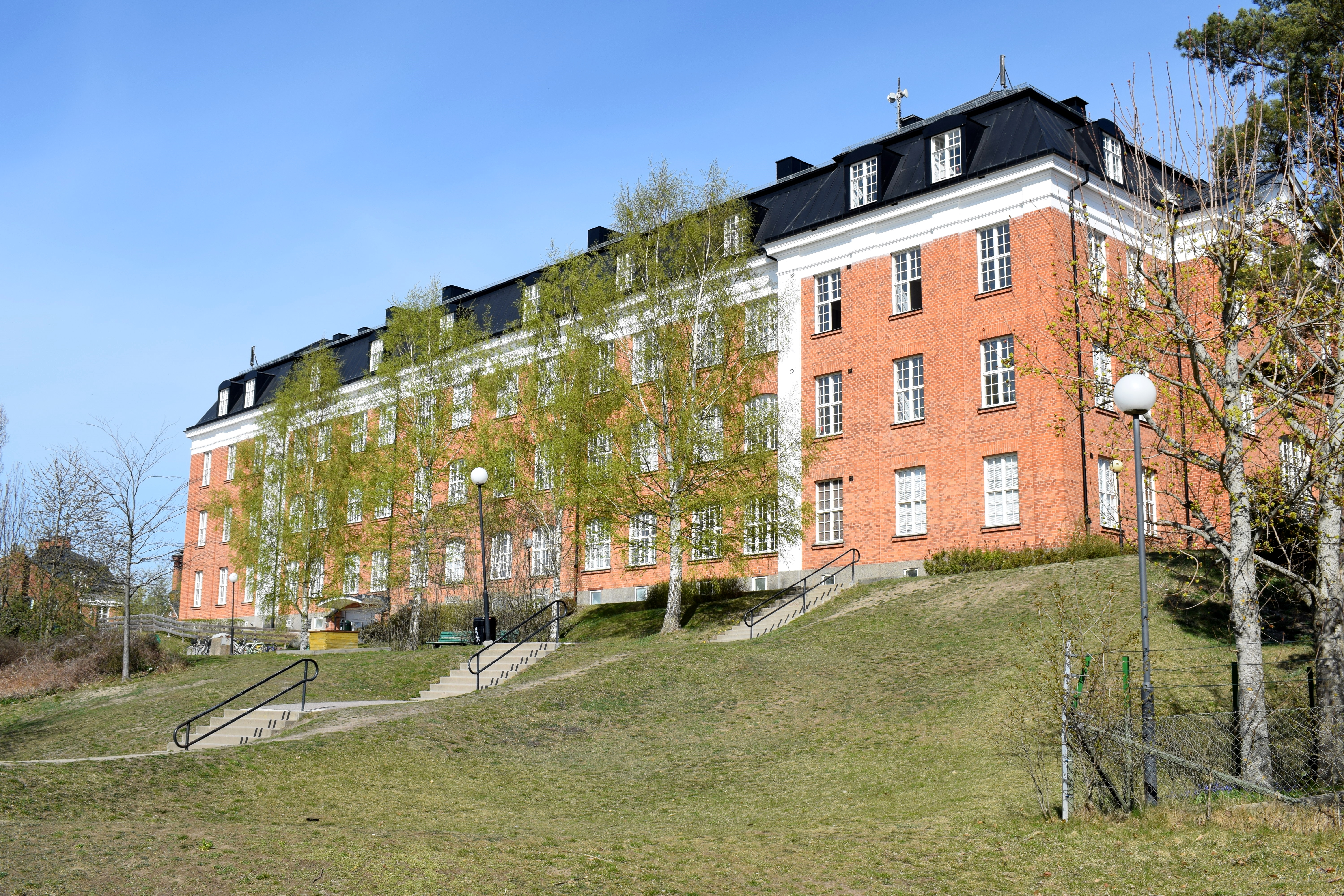
Huvudkasernen vid kårens etablissement i Linköping.
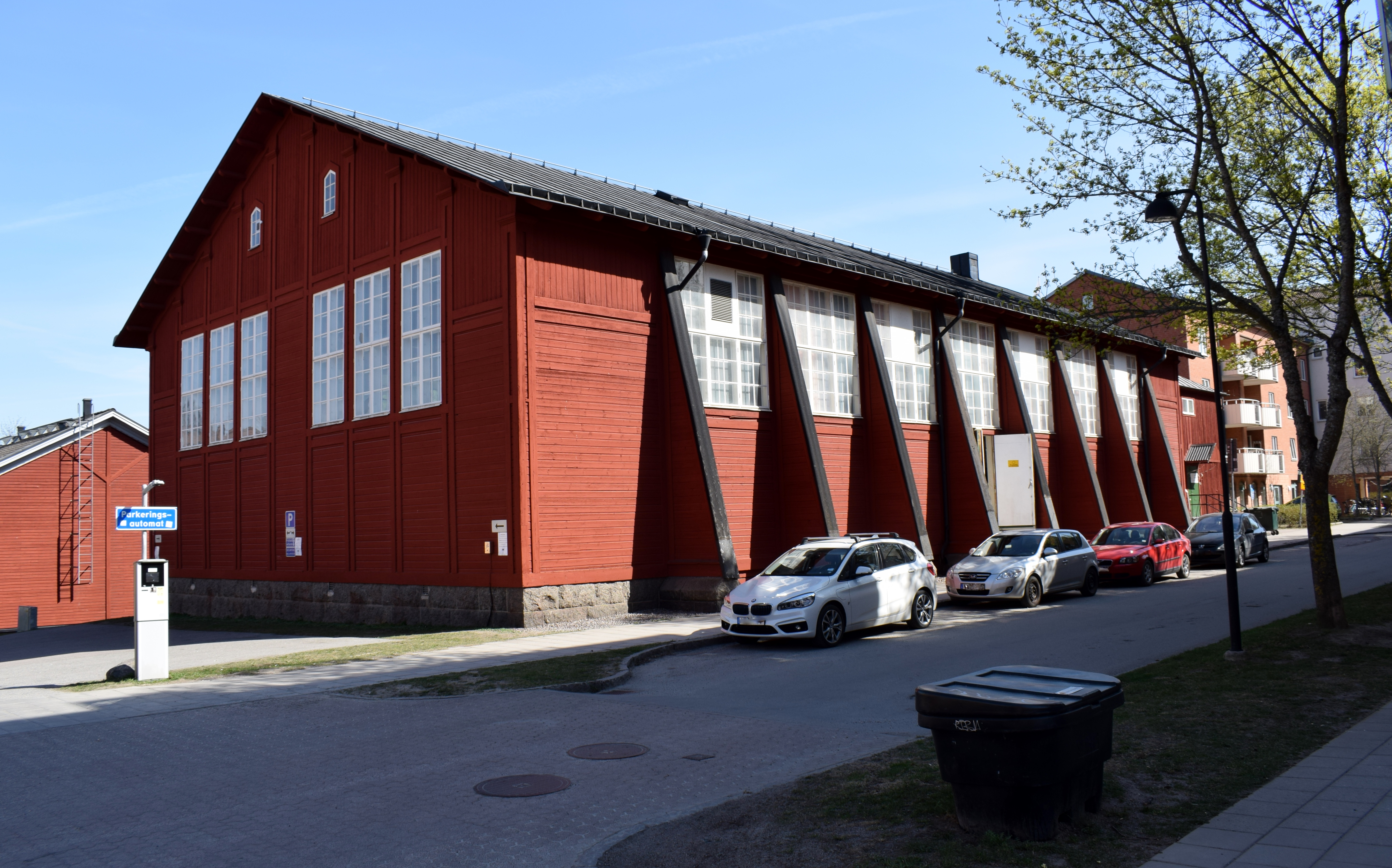
Exercishall vid kårens etablissement i Linköping.
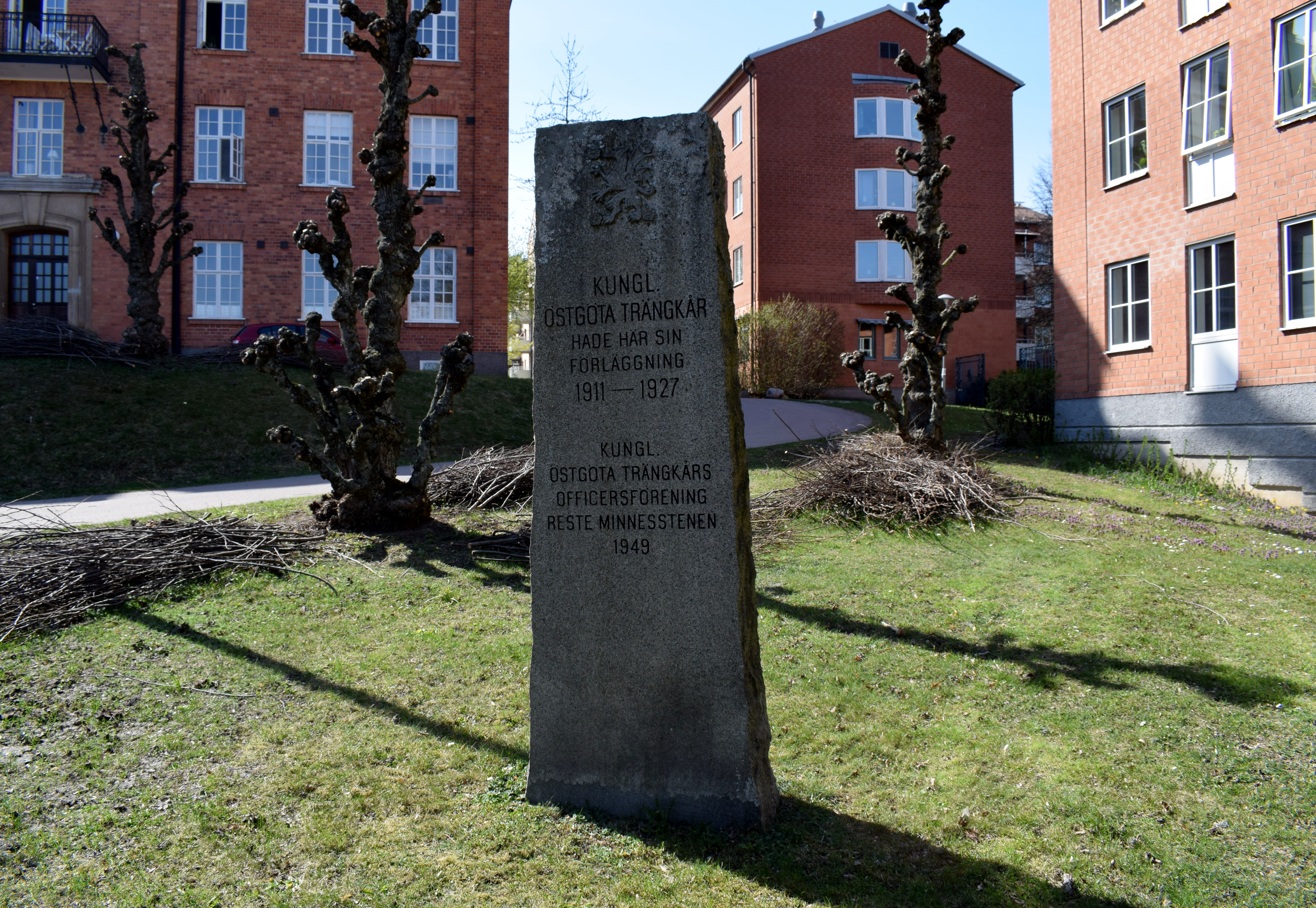
Minnessten över Svea trängkårs tid i Linköping.